# Home Town Story
Pour plus de détails, voir Fiche technique et Distribution.
Home Town Story est un film américain d'Arthur Pierson sorti en 1951.

## Synopsis
Un jeune sénateur, Blake Washburn, qui n'a pas été réélu aux récentes élections, rentre frustré dans sa ville et reprend la rédaction-en-chef du quotidien familial, le Fairfax Herald.
Son échec le travaille et, afin de relancer ses chances pour être réélu pour le prochain terme, il utilise la une de son journal pour engager une campagne contre le grand capital. En effet, son adversaire, élu lui, est le fils d'un magnat de l'industrie locale, John MacFarland. Ses proches, sa fiancée Janice, le journaliste et ami Slim, le désapprouvent.
D'abord Blake essaie de trouver des cas de destruction de l'environnement par les entreprises de la région, mais celles-ci sont en règle.
Ensuite il attaque les trop importants bénéfices des entreprises et sa croisade dure plusieurs jours, jusqu'au moment où MacFarland vient lui donner un petit cours d'économie. À la même époque, un accident impliquant la très jeune sœur de Blake mais également du matériel MacFarland va lui révéler combien il avait tort. Il tourne sa veste et défend désormais les bienfaits pour la société engendrés directement et indirectement par les bénéfices des entreprises.

## Fiche technique
- Titre original : Home Town Story
- Réalisation : Arthur Pierson
- Scénario : Arthur Pierson
- Image : Lucien Andriot
- Musique : Louis Forbes
- Son : William Randall
- Montage : William Claxton
- Production : Arthur Pierson, pour la Metro-Goldwyn-Mayer
- Pays :  États-Unis
- Langue : anglais
- Durée : 61 min.
- Format : Noir et blanc
- Date de la sortie américaine : 1er mai 1951 (cf. ici)

## Distribution
- Jeffrey Lynn : Blake Washburn
- Donald Crisp : John MacFarland
- Marjorie Reynolds : Janice Hunt
- Alan Hale Jr. : Slim Haskins
- Marilyn Monroe : Iris Martin
- Barbara Brown : Mme Washburn
- Harry Harvey : Andy Butterworth
- Byron Foulger : Berny Miles

## Autour du film
- Le film, d'un genre très particulier, celui du film industriel (et urbain), a été commandité par la General Motors pour faire la propagande des entreprises américaines et semble ne pas avoir été exploité commercialement.
- Ainsi, l'approche critique de James D. Ivers dans le Motion Picture Herald (cité dans le Conway, cf. ici) est révélatrice : "Dans des termes simples et même parfois simplistes, ce film tente laborieusement mais sans subtilité de prendre la défense des grosses affaires. L'histoire est contée avec assez de brio et comporte, à la fin, un élément de suspense, même s'il est trop visiblement mis là pour exposer une thèse."
- Le film a été ressorti en DVD, en mettant en avant Marilyn Monroe, avec une photo d'elle en couverture n'ayant rien à voir avec Home Town Story.